# Josef Meinrad Bisig

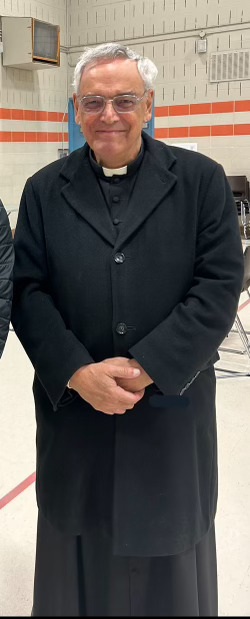
Josef Meinrad Bisig, 2023

Josef Meinrad Bisig FSSP (* 2. September 1952 in Steinhausen, Schweiz) ist ein römisch-katholischer Priester, Mitbegründer und erster Generaloberer der Priesterbruderschaft St. Petrus, einer Gemeinschaft traditionalistischer katholischer Priester, welche die Autorität des Papstes anerkennen und in voller Gemeinschaft mit der römisch-katholischen Kirche stehen, aber den 1962 geltenden liturgischen Büchern folgen.

## Leben
Bisig ist das vierte von sechs Kindern und studierte 1971 nach seinem Abitur ein Jahr Medizin in Zürich. Danach studierte er von 1972 bis 1977 am Priesterseminar der Priesterbruderschaft St. Pius X. in Ecône Theologie und Philosophie. Nach seiner Priesterweihe am 29. Juni 1977 durch Marcel Lefebvre wirkte Bisig von 1979 bis 1986 als Regens des Internationalen Priesterseminars Herz Jesu in Zaitzkofen. Im Juli 1988 verließ Bisig die Priesterbruderschaft St. Pius X., als deren Gründer Marcel Lefebvre 1988 vier Priester der Piusbruderschaft unerlaubt zu Bischöfen weihte und somit ausdrücklich gegen den Willen von Papst Johannes Paul II. handelte.
Zwischen 1988 und 2000 war Bisig in zwei Amtsperioden Generaloberer der neugegründeten Priesterbruderschaft St. Petrus und führender Akteur in ihrer frühen Geschichte. In dieser Funktion wurde er im Oktober 1999 von Papst Johannes Paul II. zum Auditor für die Europäische Bischofssynode bestimmt.
Die Ernennung seines Nachfolgers Arnaud Devillers fand in einem angespannten Kontext innerhalb der Priesterbruderschaft statt, als die Frage diskutiert wurde, ob ihre Priester auch die Liturgie des Missale Romanum von 1970 zelebrieren dürfen. Devillers vertrat in dieser Frage eine neutrale Position und wurde direkt vom Präsidenten der Päpstlichen Kommission Ecclesia Dei, Kardinal Darío Castrillón Hoyos, eingesetzt. Hoyos oblag zu dieser Zeit die Ausübung der kirchlichen Autorität über Gemeinschaften, welche die Liturgie nach der außerordentlichen Form des römischen Ritus feiern.
Von November 1988 bis 1990 war Bisig Regens des Internationalen Priesterseminars St. Petrus in Wigratzbad, dessen Neubau im Herbst 2000 fertiggestellt wurde. Mit Erlaubnis des Bischofs von Scranton, James Clifford Timlin, gründete Bisig 1994 das Our Lady of Guadalupe Seminary in Elmhurst (Pennsylvania), welches er 1998 aufgrund der wachsenden Zahl von Seminaristen mit Zustimmung des damaligen Ortsbischofs von Lincoln, Fabian Wendelin Bruskewitz, nach Denton (Nebraska) verlegte. 2005 wurde Bisig zum Vizerektor und Theologieprofessor, 2006 zum Rektor des Seminary of Denton – Our Lady of Guadalupe Seminary in Denton ernannt.
Bisig besitzt ein Lizenziat in Theologie. Er spricht Deutsch, Französisch, Englisch und Italienisch.